# Jigokuraku
Jigokuraku (地獄楽?  lit. Paraíso infernal), también conocida como Hell's Paradise, es una serie de manga escrita e ilustrada por Yūji Kaku. Ha sido serializada de forma gratuita en la aplicación y sitio web Shōnen Jump+ desde el 22 de enero de 2018, con los capítulos siendo recopilados y publicados por Shūeisha en ocho volúmenes tankōbon. VIZ Media ha licenciado la serie para su lanzamiento en inglés en América del Norte y Norma Editorial tiene previsto lanzar el primer volumen en español en 2020. Ambientada en el período Edo de Japón, sigue al ninja Gabimaru y al verdugo Asaemon Sagiri mientras buscan el elixir de la inmortalidad. Una adaptación de la serie al anime producida por MAPPA se estrenó el 1 de abril de 2023.

## Argumento
Capturado durante una misión de asesinato, Gabimaru es sentenciado a ser ejecutado, pero nada parece matarlo debido a su cuerpo sobrehumano. Creyendo que su amor por su esposa lo mantiene inconscientemente vivo, la verdugo Yamada Asaemon Sagiri le ofrece la oportunidad de ser perdonado de todos los crímenes por el shogunato si encuentra el elixir de la vida en Shinsenkyo, un reino legendario recientemente descubierto al suroeste del Reino de Ryūkyū. Después de perder cinco equipos de expedición enviados a la isla, esta vez el shogunato envía a un grupo de condenados a muerte. Cada uno de los convictos recibe un verdugo de Yamada Asaemon, con quien deben regresar para obtener el perdón.

## Personajes
Gabimaru (画眉丸?)
 Seiyū: Chiaki Kobayashi, Javier Olguín (español latino), Joel Gómez (español castellano)
El ninja más fuerte de Iwagakure, donde fue entrenado para matar desde el nacimiento. Es conocido como Garan no Gabimaru (がらんの画眉丸?   «Gabimaru el vacío») por su falta de emoción durante su espantoso trabajo. Sin embargo, él está muy enamorado de su esposa, la hija del jefe de la aldea que lo trata de manera diferente a los demás debido a su naturaleza amante de la paz. Planeando cortar los lazos con el pueblo para vivir una vida normal con su esposa, fue engañado por sus compañeros y capturado.
Yamada Asaemon Sagiri (山田浅ェ門佐切?)
 Seiyū: Yumiri Hanamori, Alexa Navarro (español latino), Cristina Peña (español castellano)
Una maestra espadachín del famoso clan de verdugos Yamada Asaemon, donde es la única mujer ejecutora. Ella recluta a Gabimaru para la expedición después de ver su talento y su fuerte voluntad de vivir.
Aza Chōbei (亜左 弔兵衛 Aza Chōbē?)
 Seiyū: Ryōhei Kimura, Marc Winslow (español latino)
Un sádico e infame bandido del bajo mundo que lidera su propia banda.
Yamada Asaemon Tōma (山田浅ェ門桐馬?)
 Seiyū: Kenshō Ono, Alberto Bernal (español latino)
Un bandido y hermano menor de Chobei que se infiltró en los Yamada Asaemon para ser asignado como el verdugo de su hermano.
Yuzuriha (杠?)
 Seiyū: Rie Takahashi, Jessica Ángeles (español latino)
Una ninja egocéntrica en el corredor de la muerte, conocida como "Yuzuriha de Keishu" (Kenshu no 杠).
Tamiya Gantetsusai (民谷 巌鉄斎?)
 Seiyū: Tetsu Inada, Octavio Rojas (español latino)
Un espadachín convicto que fue condenado a muerte tras destruir una instalación del shogun.
Yamada Asaemon Fuchi (山田浅ェ門付知?)
 Seiyū: Aoi Ichikawa, Diego Becerril (español latino)
El verdugo asignado a Gantetsusai. Tiene un corte bob rubio, posee un alto nivel de conocimiento médico y ocupa el noveno lugar en la jerarquía de Yamada Asaemon.

## Producción
Yuji Kaku originó Hell's Paradise: Jigokuraku a partir de un marco en el que "varios pares de personas cuyos intereses no están alineados [siendo] arrojados a un espacio cerrado y obligados a trabajar juntos". Inicialmente, la historia trataba sobre niños enviados a un centro de detención juvenil y los abogados que luchaban por ellos. Pero a través de conversaciones con su editor, se abandonó el escenario y agregaron diferentes personajes al mismo marco, que se mantuvo porque a Kaku siempre le gustó la forma en que cambian las relaciones humanas y quería escribir una historia sobre eso. Sintió que una ambientación de Shinsenkyo funcionaría con cualquier tipo de historia y sería fácil de escribir, y pensó que sería más interesante si un personaje "que se supone que no debe morir" se encuentra en una situación cercana a la muerte.
Los guiones gráficos de los primeros tres capítulos de Hell's Paradise: Jigokuraku se llevaron al equipo editorial de Shōnen Jump+ en 2017. Un gran admirador del arte de Yuji Kaku desde Fantasma en Jump Square, Hideaki Sakakibara se ofreció con entusiasmo como voluntario para asumir la serie y se convirtió en su segundo editor con los capítulos dos y tres. Creía que Hell's Paradise era la serie de "fantasía de batalla convencional" que todavía faltaba en Shōnen Jump+ y podría convertirse en un éxito de ventas impreso.
Sakakibara estaba inicialmente preocupado por la "historia de múltiples protagonistas" de los prisioneros, los verdugos y las criaturas de la isla. Aunque pensó que sería interesante tener la historia estilo Battle Royale en un manga, le preocupaba que causara una historia de mal ritmo en la que tendrían que dividir las páginas entre los personajes y no poder mostrar tanto las acciones de los personajes principales. Sin embargo, le da crédito al genio de Kaku para presentar personajes de forma rápida y sencilla y su talento para el dibujo por hacer que todo funcione.
Kaku y Sakakibara planearon lo que iba a suceder en series de 10 capítulos, o un volumen completo. Al principio, Kaku escribió la historia con Gabimaru como protagonista y con el foco en su crecimiento. Pero mientras escribía, se dio cuenta de que los temas se habían desplazado hacia el Camino Medio, las paradojas y los conflictos y sintió que debería ser Sagiri quien se ocupara de ellos, "así que, para mí, Sagiri se convirtió en el protagonista de la segunda mitad". El editor le dio a Kaku rienda suelta en lo que a ilustraciones se refiere. Sakakibara dijo que desde el primer capítulo la serie ha tenido ilustraciones "extremas", lo que ha resultado en popularidad entre los lectores, pero dificultó la entrada a nuevos lectores. Hacia finales de 2019, él y Kaku intentaban conseguir más lectoras. Dado que Kaku fue un ex editor de manga, Sakakibara dijo que es fácil comunicarle cosas ya que el artista descubre rápidamente lo que quiere decir. Sin embargo, Kaku admitió que esto le ha provocado que inconscientemente se contenga creativamente al pensar objetivamente como un editor.
Kaku creó detalles e historias de fondo para cada personaje de Hell's Paradise: Jigokuraku, independientemente de si fueron incluidos o no en la serie. Siempre tuvo la intención de que Gabimaru, con su extremo apego al amor, y Sagiri, con sus preocupaciones por ser mujer, tuvieran los mismos valores que alguien que vive en la década de 2020, diciendo: "A pesar de que los criminales y verdugos condenados son personajes difíciles con los que empatizar". "Si comparten nuestra perspectiva, entonces nos sentimos cercanos a ellos y se destacan como personajes únicos" en el período Edo, cuando la gente tenía ideas totalmente diferentes sobre la ética y los derechos humanos. Cuando Kaku describió por primera vez el personaje Shion a Sakakibara, el editor lo imaginó como Kazuo Kiriyama de Battle Royale. Pero después de hablarlo, Shion se convirtió en el amable maestro que es en el manga, mientras que Shugen recibió la personalidad loca.

## Contenido de la obra

### Manga
Escrito e ilustrado por Yūji Kaku, Jigokuraku ha sido serializado semanalmente en la aplicación y sitio web Shōnen Jump+ desde el 22 de enero de 2018. Los capítulos han sido recopilados y publicados en 13 volúmenes tankōbon por Shūeisha. Shūeisha también publica simultáneamente la serie en inglés de forma gratuita en la aplicación y sitio web Manga Plus. Se han publicado capítulos especiales en Weekly Shōnen Jump, en el número 27/28 el 6 de agosto de 2018 y en el #28 el 10 de junio de 2019.
Una novela titulada Jigokuraku: Utakata no Yume (地獄楽うたかたの夢?), fue escrita por Sakaku Hishikawa y publicada el 4 de septiembre de 2019.

#### Lista de volúmenes
| Volúmenes de manga publicados | Volúmenes de manga publicados | Volúmenes de manga publicados |
| Parte 1                       | Parte 1                       | Parte 1                       |
| Número                        | Fecha de lanzamiento          | ISBN                          |
| ----------------------------- | ----------------------------- | ----------------------------- |
| 1                             | 4 de abril de 2018            | ISBN 978-4-08-881471-1        |
| 2                             | 4 de junio de 2018            | ISBN 978-4-08-881502-2        |
| 3                             | 3 de agosto de 2018           | ISBN 978-4-08-881546-6        |
| 4                             | 2 de noviembre de 2018        | ISBN 978-4-08-881601-2        |
| 5                             | 4 de marzo de 2019            | ISBN 978-4-08-881697-5        |
| 6                             | 4 de junio de 2019            | ISBN 978-4-08-881803-0        |
| 7                             | 4 de septiembre de 2019       | ISBN 978-4-08-882056-9        |
| 8                             | 4 de diciembre de 2019        | ISBN 978-4-08-882148-1        |
| 9                             | 4 de marzo de 2020            | ISBN 978-4-08-882230-3        |
| 10                            | 4 de junio de 2020            | ISBN 978-4-08-882338-6        |
| 11                            | 4 de septiembre de 2020       | ISBN 978-4-08-882407-9        |
| 12                            | 4 de diciembre de 2020        | ISBN 978-4-08-882523-6        |
| 13                            | 30 de abril de 2021           | ISBN 978-4-08-882583-0        |

### Anime
Se anunció una adaptación de la serie al anime en la octava edición de la Weekly Shōnen Jump, que se publicó el 25 de enero de 2021. Está producida por MAPPA y dirigida por Kaori Makita, con Akira Kindaichi escribiendo los guiones, Koji Hisaki diseñando el personajes y Yoshiaki Dewa componiendo la música. La serie se estrenó el 1 de abril de 2023 en TV Tokyo y otras cadenas. El tema de apertura es «WORK.», interpretado por Ringo Sheena junto a Millennium Parade, mientras que el tema de cierre es «Kamihitoe» (紙一重?), interpretado por Uru. Netflix obtuvo la licencia de la serie en Asia-Pacífico (excluyendo China continental, Australia y Nueva Zelanda), mientras que Crunchyroll obtuvo la licencia de la serie para el resto del mundo.
El 22 de marzo de 2023, Crunchyroll anunció que la serie han recibido doblajes tanto en español latino como en castellano, la cual se estrenó el 22 de abril en Latinoamérica y el 29 de abril en España.
Se anunció una segunda temporada después de la emisión del duodécimo episodio de la primera temporada. El elenco y el personal regresan en sus respectivos papeles. Se estrenará en enero de 2026.

### Otros medios
Una adaptación de novela, Jigokuraku: Utakata no Yume (地獄楽 うたかたの夢), fue escrita por Sakaku Hishikawa y publicada el 4 de septiembre de 2019. Shueisha publicó Jigokuraku: Kaitai Shinsho (地獄楽 解体新書) el 30 de abril de 2021. Un "fan book" incluye perfiles de personajes, arte conceptual, nuevas historias de manga y una entrevista con Tatsuki Fujimoto.
Del 3 al 9 de noviembre de 2018 se llevó a cabo una exhibición de los manuscritos e ilustraciones de Kaku de la serie en el Tokyo Manga Salon Trigger. Del 29 de agosto al 22 de septiembre de 2020 se llevó a cabo otra exhibición en Tower Records en Shibuya, donde se exhibieron productos colaborativos diseñados solo para el evento fueron vendidos.
Gabimaru es un personaje jugable en el videojuego de Nintendo Switch de julio de 2022 Captain Velvet Meteor: The Jump+ Dimensions.
Una adaptación teatral de Hell's Paradise: Jigokuraku debutará en Japón en el cuarto trimestre de 2022.

## Recepción
En agosto de 2018, Hell's Paradise: Jigokuraku fue citada como la serie más popular en Shōnen Jump+. Más de 1millón de copias de la serie estaban en circulación en junio de 2019, un número que aumentó a 2,5millones en agosto de 2020. En abril de 2021, el manga tenía más de 3,6 millones de copias en circulación. El volumen dos de la serie vendió 16.328 copias durante su primera semana de lanzamiento. El volumen cuatro vendió 20.139 en su primera semana, mientras que el volumen cinco vendió 45.912 copias. El decimotercer y último volumen de la serie vendió 39.759 copias en su primera semana.
Con 16.510 votos, Hell's Paradise: Jigokuraku ocupó el puesto 11 en la categoría Web Manga de los Next Manga Awards 2018, organizados por Niconico y la revista Da Vinci. La serie ocupó el cuarto lugar en la lista de historietas recomendadas de 2018 de los empleados de librerías nacionales de Honya Club, compilada mediante una encuesta a 1100 empleados profesionales de librerías en Japón. En la edición de 2019 de Kono Manga ga Sugoi!, que encuesta a personas de la industria editorial y del manga, Hell's Paradise: Jigokuraku fue una de las tres series empatadas en el puesto 16 en su lista de las mejores series de manga para lectores masculinos.
Publishers Weekly escribió que el misterioso primer volumen y las ilustraciones detalladas de Kaku, que encontraron que recuerdan el manga de terror de Junji Ito y le dan a la serie un encanto inquietante y espantoso, comienzan la serie con una promesa. Al revisar el primer capítulo de The Fandom Post, Chris Beveridge le dio una calificación de B por su arte, ideas interesantes y que cubre mucho terreno en su configuración para que pueda avanzar. La revelación final le recordó la novela Aniquilación. Sin embargo, sintió que la estructura era un poco incómoda y expresó su preocupación de que caería en las "trampas habituales de narración de manga". En una revisión del segundo volumen recopilado, el colega de Beveridge, Richard Gutiérrez, dijo que si bien las imágenes y la acción de una belleza de pesadilla pueden ser lo que inicialmente atrae a los lectores, es la "construcción compleja subyacente del personaje dentro de esta historia sádica lo que nos obliga a quedarnos".
Leroy Douresseaux calificó Hell's Paradise: Jigokuraku volumen 1 como uno de los mejores primeros volúmenes de una novela gráfica / tankōbon de manga que jamás haya leído en una reseña del 9/10 para Comic Book Bin. Afirmó que Kaku cautiva a los lectores con los misterios de la isla, mientras que sus ilustraciones son "como tomar algunas de las obras de arte más impactantes de los títulos de terror legendarios de EC Comics y multiplicarlas por 10". Kiara Halls of Comic Book Resources calificó el primer volumen como un "gran baño de sangre emocional" que proporciona "acción shonen sangrienta y clásica con una profundidad emocional extraordinariamente sincera". Explicó que si bien establecer la relación entre Sagiri y Gabimaru forma el quid del volumen, es poco común ya que su vínculo es "de respeto mutuo formado por una conexión emocional", no de dominio o lujuria. Eso, junto con el "arte sólido y detallado y la intriga sobrenatural", hizo que Halls llamara a la serie un gran éxito potencial.
Al revisar el primer volumen para Anime News Network, Rebecca Silverman y Faye Hopper le dieron 3.5 estrellas de 5. Ambos críticos elogiaron a los personajes principales Sagiri y Gabimaru y su relación, con Hopper afirmando la forma en que sus luchas se reflejan y se permiten empatizar y crecer a pesar de sus roles opuestos se ejecuta con "consideración y poder real, e imbuye de corazón a un seinen arenoso y sangriento". Silverman sintió que a pesar de contener algunos elementos derivados de otras obras, Hell's Paradise: Jigokuraku logra convertirlos en "una historia a la que vale la pena prestar atención" y es entretenida. Hopper escribió que si bien el manga violento no es para todos, tiene un arte fantástico y macabro, un gancho sólido y personajes ricos, y lo admira por mostrar cómo "la brutalidad casual y acrítica hiere el alma, y que la repugnancia es normal" y debe ser aceptado".